# José María Pámpano
José María Pámpano Cillero (Badajoz, 10 de diciembre de 1978) es un deportista español que compitió en atletismo adaptado. Ganó una medalla de plata en los Juegos Paralímpicos de Atenas 2004, en la prueba de 1500 m (clase T36).

## Palmarés internacional
| Juegos Paralímpicos | Juegos Paralímpicos | Juegos Paralímpicos | Juegos Paralímpicos |
| Año                 | Lugar               | Medalla             | Prueba              |
| ------------------- | ------------------- | ------------------- | ------------------- |
| 2004                | Atenas (Grecia)     | Medalla de plata    | 1500 m T36          |